# En vandring i solen
En vandring i solen är en svensk-grekisk film från 1978 baserad på Stig Claessons roman med samma namn. Den är en av titlarna i boken Tusen svenska klassiker (2009).

## Handling
Tore (Gösta Ekman) åker på en charterresa till Cypern. Reseledaren heter Marion (Inger Lise Rypdal) och hon söker kontakt med Tore, men han avvisar henne eftersom han vill vara i fred. På semesterorten blir de ändå förälskade. En grupp med tre damer där Vera (Irma Christenson) ingår badar i havet en dag. Marion räddar Vera som håller på att drunkna, men omkommer själv under räddningsarbetet. Allt slutar i katastrof för Tore som blivit kär i Marion.

## Om filmen
Filmen var den första som Hans Dahlberg regisserade själv. Filmen spelades in den 13 april–31 maj 1978 på Arlanda samt i Loutraki i närheten av Korinth i Grekland.
Den hade premiär på biograf Saga i Stockholm den 25 december 1978, åldersgränsen var 11 år. Filmen har visats vid ett flertal tillfällen på SVT.

## Rollista
- Gösta Ekman – Tore Andersson
- Inger Lise Rypdal – Marion
- Sif Ruud – Siv Gustavsson
- Irma Christenson – Vera
- Margaretha Krook – Ellen
- Kjerstin Dellert – dam från Sala
- Staffan Liljander – Erik Johansson
- Margaretha Byström – Ulla, hans fru
- Kenneth Haigh – George, irländare
- Kostas Kastanas – läkare
- Konstantina Savidi – druvkvinna
- Dimitrios Ioakimidis – taxichaufför
- Nikos Kouros – optiker
- Grigorios Siskos – polissergeant
- Kimon Mouzenidis – frisör
- Michalis Yannatos – kypare
- Ragnar "Pelka" Hansson – en svensk på nattklubben

## Musik i filmen
- Apple of My Eye, musik Paul Rey
- In Your Dreams, musik Paul Rey
- Baclava, musik Alden Shuman
- Greek Dance, musik John Cacavas
- A Paler Shade, musik Sam Fonteyn
- Spartan Dance, musik Chris Constantakos
- Trigger Finger, musik Frank McDonald och Charles Rae
- Hit the Girls on the Run, musik Magnus Uggla, text Colin Griffin

## Utmärkelser
- 1979 - Guldbagge - bästa skådespelerska, Sif Ruud

## DVD
Filmen gavs ut på DVD 2005 (Svenska Filminstitutet) och 2017 (Studio S Entertainment).

### Fotnoter
1. ↑  Gradvall et al 2009, nr. 514